# Tempel van Augustus (Pula)

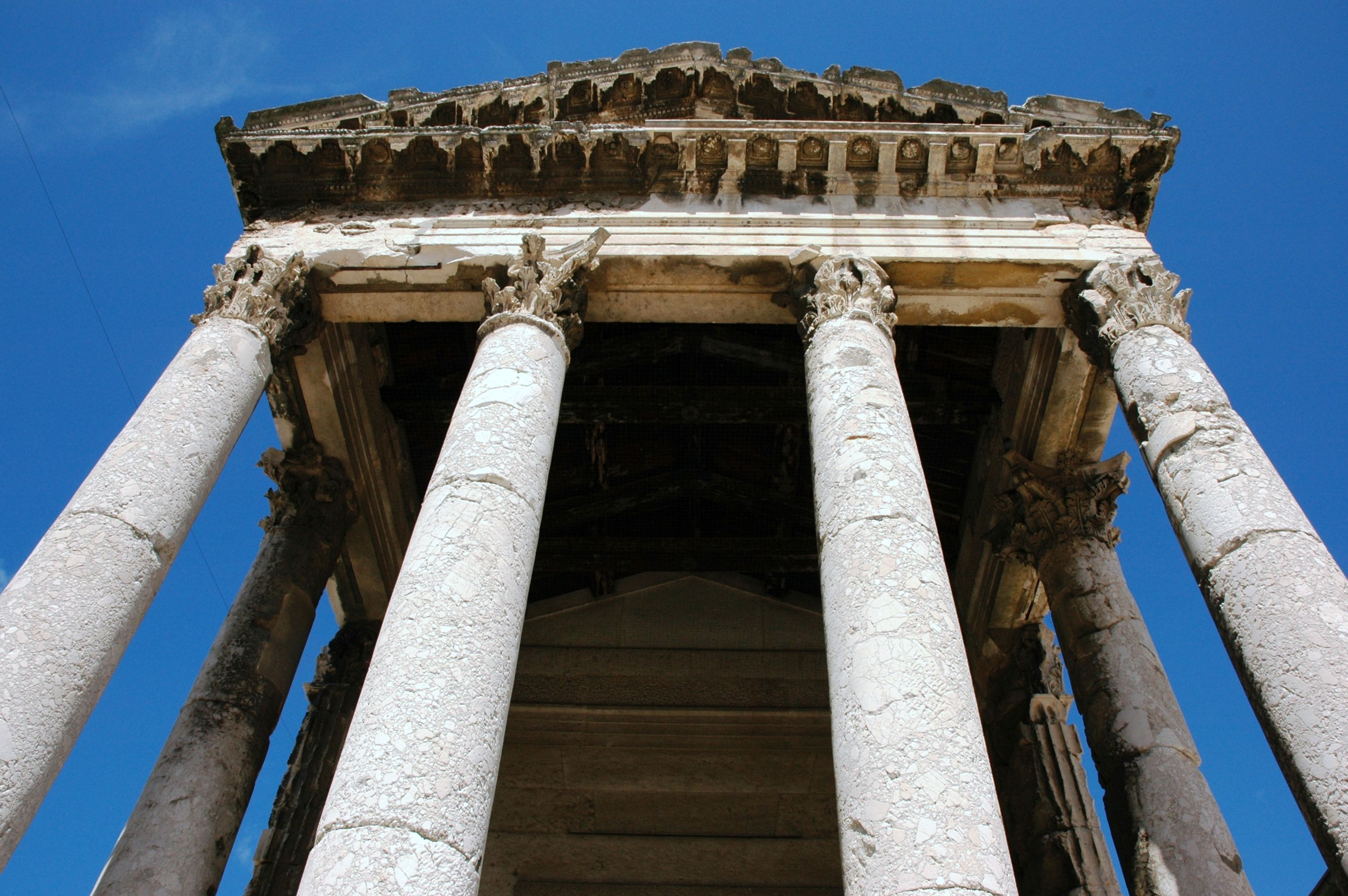
Detail van het portico

De Tempel van Augustus (Kroatisch: Augustov hram) is een goed bewaard gebleven Romeinse tempel in Pula, Kroatië. Hij is waarschijnlijk gebouwd tussen 2 v.Chr. en 14 n.Chr. en is opgedragen aan Augustus, de eerste keizer van het Romeinse Rijk.

## Geschiedenis
De tempel maakte oorspronkelijk deel uit van een geheel van drie tempels. De tempel van Augustus stond aan de linkerkant van de hoofdtempel. Aan de rechterkant stond een tempel voor de godin Diana. Hoewel de grote centrale tempel reeds verdwenen is, kan men de achterkant van de tempel van Diana nog steeds duidelijk zien. Dit komt doordat de muur nu deel uitmaakt van het stadhuis van Pula, dat gebouwd is in 1296.
Onder Byzantijnse heerschappij werd de tempel omgebouwd tot kerk, en later tot graanschuur. In de 19e eeuw was het gebouw gedeeltelijk verborgen door huizen, opdat de bezoeker geen zicht zou krijgen op het gebouw tot deze er dicht bij staat. Tijdens de Tweede Wereldoorlog, in 1944, werd het gebouw getroffen door een bom en bijna helemaal verwoest. In 1947 werd de tempel heropgebouwd. Tegenwoordig wordt de tempel gebruikt als lapidarium om Romeinse beeldhouwkunst tentoon te stellen.

## Architectuur
De prostyl tempel heeft een tetrastyl-porticus (een portiek met vier zuilen aan de voorzijde), en is gebouwd op een podium. Via een trap aan de voorkant is de tempel te bereiken. Het bouwwerk meet ongeveer 8 bij 17,3 meter en is 14 meter hoog. De zuilen zijn in de Korinthische stijl. De rijk versierde fries is vergelijkbaar met de fries van het in dezelfde periode gebouwde Maison Carrée in Nîmes, Frankrijk.
Op de tempel staat de volgende tekst:
 ROMAE · ET · AUGUSTO · CAESARI · DIVI · F · PATRI · PATRIAE

Voor Roma en Augustus Caesar, zoon van de goddelijke [Julius Caesar], vader des vaderlands
Hierdoor weet men dat de tempel ook gewijd was aan de verpersoonlijking van de stad Rome, Roma, die als godin werd vereerd. In tegenstelling tot latere tempels, zoals de Tempel van Augustus in Rome, was deze niet opgedragen aan de vergoddelijkte Augustus, een titel die alleen werd gegeven na de dood van een keizer.